# Crain Communications Building
Le Crain Communications Building (anciennement Smurfit-Stone Building) est un gratte-ciel situé au 150 North Michigan Avenue dans le secteur communautaire du Loop à Chicago aux États-Unis.
Ce building est haut de 177 mètres et compte 41 étages d'espaces locatifs. Le bâtiment était autrefois appelé l'"Associates Center". Il est populairement dénommé le bâtiment Diamant (de par sa forme). La construction a débuté en 1983 et s'est achevée en 1984. Le bâtiment, connu pour son toit inhabituellement incliné, a été conçu par Sheldon Schlegman.
Il apparaît à de multiples reprises dans le film Nuit de folie (1987), servant même de cadre au climax du film.
En mars 2012, le gratte-ciel change de nom pour Crain Communications Building, car l'entreprise Crain Communications installe son siège social dans l'édifice.